# 6537 Adamovich
6537 Adamovich este un asteroid din centura principală de asteroizi.

## Descriere
6537 Adamovich este un asteroid din centura principală de asteroizi. A fost descoperit pe 19 august 1979 la Observatorul de Astrofizică din Crimeea de Nikolai Cernîh. El prezintă o orbită caracterizată de o semiaxă mare de 2,18 ua, o excentricitate de 0,20 și o înclinație de 4,0° în raport cu ecliptica.